# Marcelo de Chalon
Marcelo (f. 177), fue mártir en Chalon-sur-Saône. Venerado como santo por la Iglesia católica, se conmemora el 4 de septiembre.

## Biografía
Por negarse a adorar a los dioses paganos, este diácono fue condenado por un gobernador de nombre Prisco a ser descuartizado, atado a los árboles, azotado, entregado a las llamas y enterrado hasta la cintura en el campo del dios Baco, donde agonizó durante tres días y murió el 4 de septiembre de 177, bajo el imperio de Marco Aurelio.
Este diácono fue venerado y se erigió un oratorio en el lugar de su tortura. Hoy es la abadía de Saint-Marcel-lès-Chalon.
- Datos: Q55598525